# Val de Fontenay (stanice metra v Paříži)
Val de Fontenay je plánovaná stanice na lince 15 pařížského metra. Umožní spojení s linkami A a E RER přes nádraží Val de Fontenay.